# Son Lux
Son Lux is een Amerikaanse experimentele band. Oorspronkelijk was de band een soloproject van Ryan Lott.
De band werkte als componist voor de films Mean Dreams (2016), Everything Everywhere All at Once (2022) en Thunderbolts* (2025).

## Discografie

### Studioalbums
| Album met hitnotering(en) in de Vlaamse Ultratop 200 albums | Datum van verschijnen | Datum van binnenkomst | Hoogste positie | Aantal weken | Opmerkingen |
| ----------------------------------------------------------- | --------------------- | --------------------- | --------------- | ------------ | ----------- |
| Lanterns                                                    | 2013                  | 09-11-2013            | 147             | 2            |             |
| Bones                                                       | 2015                  | 04-07-2015            | 144             | 1            |             |
| Brighter Wounds                                             | 2018                  | 17-02-2018            | 116             | 2            |             |

- At War with Walls & Mazes (2008)
- We Are Rising (2011)
- Remnants (2019)

### Ep's
- Weapons (2010)
- Alternate Worlds (2014)
- Stranger Forms (2016)
- Remedy (2017)
- Dream State (2018)
- The Fool You Need (2018)
- Yesterday's Wake (2018)